# Bled el Djerid

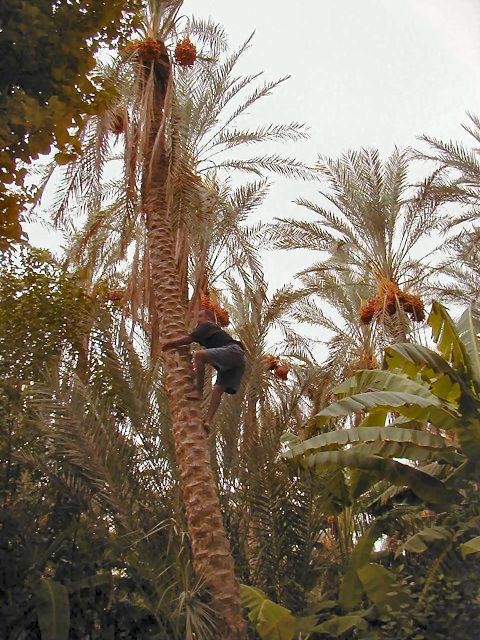
Dattelpalmen in der Oase von Tozeur

Das Bled el Djerid (arabisch بلاد الجريد, DMG bilād al-ǧarīd ‚Land der Dattelpalmen‘) ist eine Region im Süden Tunesiens am Nordwestrand des Salzsees Chott el Djerid. Die Hauptorte des Bled el Djerid sind die Städte Tozeur und Nefta. Lebensgrundlage der Region ist von jeher die Oasenwirtschaft. Die ca. 50.000 Einwohner des Bled el Djerid setzen sich aus Arabern bzw. arabisierten Berbern und Haratin, Nachkommen schwarzer Sklaven, zusammen.

## Geschichte
Das Bled el Djerid war bereits in numidischer Zeit bewohnt. Die Römer errichteten an der Südgrenze ihrer Provinz Africa Grenzfestungen zum Schutz gegen nomadisierende Wüstenstämme. In frühchristlicher Zeit war das Bled el Djerid eine Hochburg des Christentums mit Bischofssitzen in Thusurus (Tozeur) und Nepte (Nefta). Nach einer kurzen Phase der Herrschaft der Vandalen und Byzantiner wurde das Bled el Djerid, ebenso wie der Rest Tunesiens, im 7. Jahrhundert von den Arabern erobert, die den Islam einführten. Im Mittelalter erlebten die Städte des Bled el Djerid aufgrund ihr Lage an den Karawanenrouten zwischen Subsahara-Afrika und dem Mittelmeer einen wirtschaftlichen Aufschwung, wodurch auch viele schwarze Sklaven in die Region kamen. Während der türkischen Zeit führten Aufstände gegen die hohe Besteuerung und Nomadeneinfälle zu einem Niedergang der Region.

## Wirtschaft
Das Bled el Djerid ist mit seinen ca. 1,6 Millionen Palmen das ertragreichste Oasengebiet Tunesiens. Die namensgebenden Dattelpalmen liefern über die Hälfte der jährlichen Dattelernte des Landes. Trotz extremer klimatischer Bedingungen (Höchsttemperaturen bis 50 °C, Jahresniederschlag zwischen 80 und 120 mm) sind die Oasen sehr fruchtbar, da sie durch fossile Wasservorräte gespeist werden. Zur Bewässerung werden traditionell artesische Brunnen, neuerdings auch gebohrte Brunnen benutzt. Das Wasser wird nach einem bereits im 13. Jahrhundert festgelegten Verteilungssystem durch ein komplexes System aus kleinen Kanälen geleitet. Das Land ist sehr ungleich zwischen einigen Großgrundbesitzern und zahlreichen Kleinpächtern, die jeweils nur wenige Palmen besitzen, verteilt.
Die verstärkte Bohrung von Brunnen, das Bevölkerungswachstum in der Region und nicht zuletzt das Aufkommen des Tourismus führt zu einer Ausbeutung der fossilen Wasservorräte. Das Absinken des Grundwasserspiegels gefährdet die Lebensgrundlage der Oasenbauern.